# Feliks Kiec
Feliks Kiec (ur. 10 grudnia 1920 w Stodołach na Kielecczyźnie, zm. 12 września 1980 w Lublinie) – major aparatu bezpieczeństwa, pułkownik Milicji Obywatelskiej.

## Życiorys
W 1940 ukończył Szkołę Rzemieślniczo-Przemysłową w Ostrowcu, następnie był tokarzem i junakiem „Baudienstu”, później żołnierzem Batalionów Chłopskich. Od 1 grudnia 1944 oficer śledczy sekcji 8 Wojewódzkiego Urzędu Bezpieczeństwa Publicznego w Kielcach z siedzibą w Sandomierzu, od 30 czerwca 1945 starszy oficer WUBP w Kielcach, od 13 sierpnia 1946 zastępcą naczelnika, a od 15 kwietnia 1951 naczelnikiem Wydziału II WUBP w Kielcach, 1 maja 1952 przeniesiony na analogiczne stanowisko do WUBP w Gdańsku, a 1 maja 1953 do WUBP w Lublinie. Od 1 kwietnia 1955 naczelnik Wydziału Kadr i Szkolenia WUdsBP w Lublinie, od 28 listopada 1956 naczelnik Wydziału „T” tego urzędu, od 1 stycznia 1958 starszy inspektor Jednostek SB KW MO w Lublinie, a od 1 czerwca 1967 do zwolnienia 30 listopada 1980 zastępca komendanta wojewódzkiego ds. administracyjno-gospodarczych KW MO w Lublinie.
Był odznaczony Medalem Zwycięstwa i Wolności 1945, Srebrnym i Złotym Krzyżem Zasługi, Krzyżem Walecznych, Krzyżem Partyzanckim, Krzyżem Kawalerskim, Oficerskim i Komandorskim Orderu Odrodzenia Polski, Orderem Sztandaru Pracy II klasy, Medalem 10-lecia i 30-lecia Polski Ludowej, Złotą Odznaką im. Janka Krasickiego, Odznaką Honorową „Za Zasługi dla Lubelszczyzny”, Złotą Odznaką w Służbie Narodu, Srebrną i Złotą Odznaką „Za zasługi w ochronie porządku publicznego” i Srebrnym Medalem „Za zasługi dla obronności kraju”.